# Curtara hebetara
Curtara hebetara är en insektsart som beskrevs av Delong och Freytag 1976. Curtara hebetara ingår i släktet Curtara och familjen dvärgstritar. Inga underarter finns listade i Catalogue of Life.